# ميسنغ نمبر

صورة من اللعبة

ميسنغ نبمر أو الرقم المفقود (بالإنجليزية: .MissingNo‎؛ باليابانية: けつばん)، هي شخصية غير معروفة وغير مدرجة من شخصيات بوكيمون، وبرغم أن لعبة بوكيمون ريد والتي صدرت لنظام جيم بوي سنة 1996م، إلا أن المخترقين لأنظمة ألعاب الفيديو تمكن من تصميم شخصية وهمية تدعى ميسنغ نمبر (الرقم المفقود)، وحيث أن هذه الشخصية تسبب لتدمير بيانات وخلل في خرطوشة الشريط وإتلاف بطاقة الذاكرة، وهذه الظاهرة انتشرت في بعض البرمجيات الغير مرخصة.